# Nazionale maschile under 15 di baseball della Romania
La nazionale maschile under 15 di baseball rumena rappresenta la Romania nelle competizioni internazionali di età non superiore ai quindici anni.

## Piazzamenti

### Europei
- 1999 :  3°